# Mauro Cervera i Just
Mauro Cervera i Just (Alaquàs, 5 de setembre de 1997) és un actor de teatre, cinema i televisió valencià.
Va nàixer a Alaquàs, València, i des de menut va mostrar interès per les arts escèniques. El 2007, va començar cantant el Cant de la Carxofa d'Alaquàs i va participar en diversos cors. Durant la seua adolescència, va desenvolupar una passió pel cinema, influenciat pel seu entorn familiar. Part de la seua família, inclosa la seua mare, és de Mèxic. Va estudiar audiovisuals en l'institut, on la seua professora el va motivar a participar en produccions amateur. En 2014, va protagonitzar el curtmetratge Kansas Shortfilm de L'Esclat Produccions, dirigit per Alejandro Monreal, al costat de Jorge Clemente. El curtmetratge va ser seleccionat en el ABYcine 2014. 
El 2017, va actuar en Lejos del fuego de Javier Artigas, interpretant a Toni. En 2020, va protagonitzar El que sabem de Jordi Núñez, on va interpretar a Martí. Cervera Just és activista valencianista i besnét de l'escultor i polític Alfredo Just Gimeno, així com nebot besnét de Juli Just Gimeno, ministre d'Obres Públiques de la Segona República Espanyola.

## Filmografia[calcitació]

### Cinema
- Kansas Shortfilm (2014)
- Lejos del fuego (2017) com a Toni
- El que sabem (2020) com a Martí
- Traje de luces (2023) com a Nicolás
- Un bany propi (2023)
- Valenciana (2023)
- Historias de amor (2024)

### Televisió
- Una perra andaluza (2022) com Beltrán

### Teatre
- Estimats paris (2023) com a Juli